# بیانیه ۱۳۴ نویسنده

بیانیه ۱۳۴ نویسنده که به متن ما نویسنده‌ایم نیز مشهور است نامهٔ سرگشاده ۱۳۴ نویسنده، شاعر، نمایشنامه و فیلمنامه‌نویس، محقق، منتقد و مترجم ایرانی است. آنها در سال ۱۳۷۳ با انتشار این متن خواستار آزادی اندیشه، بیان و نشر آثار خود شده و به سانسور اعتراض کردند. این اعضای کانون نویسندگان ایران در این متن همچنین از حضور صنفی خود به عنوان کانون نویسندگان ایران خبر دادند.

## متن نامه
ما نویسنده‌ایم
اما مسائلی که در تاریخ معاصر در جامعهٔ ما و جوامع دیگر پدید آمده، تصویری را که دولت و بخشی از جامعه و حتی برخی از نویسندگان از نویسنده دارد، مخدوش کرده است؛ و در نتیجه هویت نویسنده و ماهیت اثرش، و همچنین حضور جمعی نویسندگان دستخوش برخوردهای نامناسب شده است. از این‌رو ما نویسندگان ایران وظیفهٔ خود می‌دانیم برای رفع هر گونه شبهه و توهم، ماهیت کار فرهنگی و علت حضور جمعی خود را تبیین کنیم.
ما نویسنده‌ایم، یعنی احساس، تخیل، اندیشه و تحقیق خود را به اشکال مختلف می‌نویسیم و منتشر می‌کنیم. حق طبیعی و اجتماعی و مدنی ماست که نوشته‌مان – اعم از شعر یا داستان، نمایشنامه یا فیلمنامه، تحقیق یا نقد، و نیز ترجمهٔ آثار دیگر نویسندگان جهان – آزادانه و بی هیچ مانعی به دست مخاطبان برسد. ایجاد مانع در راه نشر این آثار، به هر بهانه‌ای، در صلاحیت هیچ‌کس یا نهادی نیست. اگرچه پس از نشر راه قضاوت و نقد آزادانه دربارهٔ آنها بر همگان گشوده است.
هنگامی که مقابله با موانع نوشتن و اندیشیدن از توان و امکان فردی ما فراتر می‌رود، ناچاریم به‌صورت جمعی-صنفی با آن روبرو شویم، یعنی برای تحقق آزادی اندیشه و بیان و نشر و مبارزه با سانسور، به شکل دسته‌جمعی بکوشیم. به همین دلیل معتقدیم: حضور جمعی ما، با هدف تشکل صنفی نویسندگان ایران متضمن استقلال فردی ماست؛ زیرا نویسنده در چگونگی خلق اثر، نقد و تحلیل آثار دیگران، و بیان معتقدات خویش باید آزاد باشد. هماهنگی و همراهی او در مسائل مشترک اهل قلم به معنای مسئولیت او در برابر مسائل فردی ایشان نیست. همچنان‌که مسئولیت اعمال و افکار شخصی یا سیاسی یا اجتماعی هر فرد بر عهدهٔ خود اوست.
با این همه، غالباً نویسنده را، نه به عنوان نویسنده، بلکه به ازای نسبت‌های فرضی یا وابستگی‌های محتمل به احزاب یا گروه‌ها یا جناح‌ها می‌شناسند و بر این اساس دربارهٔ او داوری می‌کنند. در نتیجه حضور جمعی نویسندگان در یک تشکل صنفی-فرهنگی نیز در عداد احزاب یا گرایش‌های سیاسی قلمداد می‌شود. دولت‌ها و نهادها و گروه‌های وابسته به آنها نیز بنا به عادت، اثر نویسنده را به اقتضای سیاست و مصلحت روز می‌سنجند و با تفسیرهای دلبخواه حضور جمعی نویسندگان را به گرایش‌های ویژهٔ سیاسی یا توطئه‌های داخل و خارج نسبت می‌دهند. حتی بعضی افراد، نهادها و گروه‌های وابسته، همان تفسیرها و تعبیرهای خودساخته را مبنای اهانت و تحقیر و تهدید می‌کنند. از این‌رو تأکید می‌کنیم که هدف اصلی ما از میان برداشتن موانع راه آزادی اندیشه و بیان و نشر است و هرگونه تعبیر دیگری از این هدف، نادرست است و مسئول آن صاحب همان تعبیر است.
مسئولیت هر نوشته‌ای با همان کسی است که آن را آزادانه می‌نویسد و امضا می‌کند. پس مسئولیت آنچه در داخل یا خارج کشور به امضای دیگران، در موافقت یا مخالفت با ما نویسندگان ایران منتشر می‌شود، فقط بر عهدهٔ همان امضاکنندگان است.
بدیهی است که حق تحلیل و بررسی هر نوشته برای همگان محفوظ است، و نقد آثار نویسندگان لازمهٔ اعتلای فرهنگ ملی ماست، اما تجسس در زندگی خصوصی نویسنده به بهانهٔ نقد آثارش، تجاوز به حریم اوست و محکوم شناختن او به دستاویزهای اخلاقی و عقیدتی خلاف دموکراسی و شئون نویسندگی است. همچنان‌که دفاع از حقوق انسانی و مدنی هر نویسنده نیز در هر شرایطی وظیفهٔ صنفی نویسندگان است.
حاصل آنکه
حضور جمعی ما ضامن استقلال فردی ماست، و اندیشه و عمل خصوصی هر فرد ربطی به جمع نویسندگان ندارد. این یعنی نگرش دموکراتیک به یک تشکل صنفی مستقل. پس اگرچه توضیح واضحات است، باز می‌گوییم: ما نویسنده‌ایم. ما را نویسنده ببینید و حضور جمعی ما را حضور صنفی نویسندگان بشناسید.

## امضا کنندگان
1. منوچهر آتشی
2. محمد بیابانی
3. داریوش آشوری
4. شهین احمدی
5. مسعود احمدی
6. شیوا ارسطویی
7. حسن اصغری *
8. محمدرضا اصلانی
9. جهانگیر افکاری
10. اصغر الهی
11. مفتون امینی
12. عبدالله انوار
13. منصور اوجی
14. پرویز بابایی
15. علی باباچاهی *
16. محمدرضا باطنی
17. رضا براهنی
18. شاپور بنیاد
19. محمد بهارلو
20. سیمین بهبهانی
21. میهن بهرامی
22. امیرحسین آریان پور
23. بیژن بیجاری *
24. بهرام بیضائی
25. شهرنوش پارسی‌پور
26. رویین پاکباز
27. باقر پرهام
28. حسن پستا
29. علی‌رضا پنجه‌ای
30. احمد پوری***
31. حسن پویان
32. محمدجعفر پوینده **
33. چنگیز پهلوان
34. بهروز تاجور
35. احمد تدین
36. گلی ترقی
37. فرخ تمیمی
38. علی‌رضا جباری
39. کامران جمالی
40. هاشم جوادزاده
41. محمد جواهرکلام
42. شاپور جورکش *
43. رضا جولایی ***
44. جاهد جهانشاهی
45. رضا چایچی
46. امیرحسن چهلتن *
47. هوشنگ حسامی ***
48. غفار حسینی **
49. خسرو حمزوی تهرانی
50. ضیاالدین خالقی
51. محمدتقی خاوری
52. علی‌اصغر خبره‌زاده
53. ابوتراب خسروی
54. محمدرضا خسروی
55. عظیم خلیلی
56. محمد خلیلی
57. سیمین دانشور
58. علی‌اشرف درویشیان
59. محمود دولت‌آبادی
60. خشایار دیهیمی
61. اکبر رادی
62. مرتضی راوندی
63. فریبرز رئیس‌دانا
64. نصرت رحمانی
65. منیرو روانی‌پور
66. قاسم روبین
67. اسماعیل رها
68. ابراهیم رهبر
69. عباس زریاب خوئی
70. کاظم سادات اشکوری
71. فرشته ساری *
72. غلامحسین سالمی
73. محمدعلی سپانلو *
74. جلال ستاری
75. فرج سرکوهی *
76. علیرضا سیف‌الدینی
77. احمد شاملو
78. محمد شریفی
79. محمدتقی صالح‌پور
80. ساناز صحتی
81. عبدالرحمان صدریه
82. عمران صلاحی
83. فرزانه طاهری
84. مسعود توفان *
85. هوشنگ آشورزاده
86. شیرین عبادی
87. عبدالعلی عظیمی
88. مشیت علایی
89. غزاله علیزاده
90. مهدی غبرایی
91. هادی غبرائی
92. سودابه فضائلی
93. محمد قاضی
94. مهدی قریب
95. آزیتا قهرمان
96. مهرانگیز کار
97. مدیا کاشیگر
98. منوچهر کریم‌زاده *
99. بیژن کلکی
100. سیما کوبان
101. عبدالله کوثری
102. جعفر کوش‌آبادی
103. منصور کوشان *
104. لیلی گلستان
105. هوشنگ گلشیری
106. شهلا لاهیجی
107. محمد شمس لنگرودی ***
108. جواد مجابی *
109. محمد محمدعلی *
110. احمد محمود
111. عباس مخبر
112. محمد مختاری **
113. حمید مصدق
114. محمود معتقدی
115. علی معصومی
116. شهاب مقربین
117. شهریار مندنی‌پور *
118. کیومرث منشی‌زاده
119. الهام مهویزانی ***
120. جمال میرصادقی
121. احمد میرعلائی **
122. محسن میهن‌دوست
123. کیوان نریمانی
124. غلامحسین نصیری‌پور
125. نازنین نظام شهیدی
126. جمشید نوایی
127. سیروس نیرو ***
128. صفورا نیری
129. محمد وجدانی
130. اسماعیل همتی
131. کوروش همه‌خانی
132. حمید یزدان‌پناه
133. ابراهیم یونسی
134. مصطفی قریب

- * مورد سو قصد در ماجرای اتوبوس ارمنستان
- ** به قتل رسید
- *** امضا پس گرفته شد[۱][۲]

## پیامدهای سیاسی
متن ۱۳۴ و گزارش جمع هشت نفرهٔ اعضای کانون (منصور کوشان، هوشنگ گلشیری، سیما کوبان، محمد مختاری، رضا براهنی، محمد خلیلی، فرج سرکوهی و محمد محمدعلی) که از چگونگی نگارش متن و جمع کردن امضاها گزارش داده بود در آخرین شماره مجله تکاپو و در نشریه گردون منتشر شدند.
پس از انتشار متن فشار جمهوری اسلامی بر کانون نویسندگان افزایش بافته و در نشریات دولتی روزنامه کیهان، کیهان هوایی، جمهوری اسلامی (روزنامه)، روزنامه رسالت و غیره مقاله‌هایی علیه نامه و امضاکنندگان منتشر شدند. بسیاری از فعالان کانون و امضاکنندگان دستگیر شده و مورد فشار قرار گرفتند. برخی از امضاکنندگان مانند امیر حسین آریان پور و محمد شمس لنگرودی امضاهای خود را پس گرفتند.
برخی بر این نظراند که قتل‌های زنجیره‌ای با انتشار متن ۱۳۴ مرتبط‌اند. محمد مختاری، محمد جعفر پوینده، احمد میرعلائی و غفار حسینی از قربانیان قتل‌های زنجیره‌ای و فرج سرکوهی که از مرگ جان سالم به در برد از فعالان کانون نویسندگان و امضا کنندگان متن ۱۳۴ بودند.